# Cymbalblommor
Cymbalblommor (Nolana) är ett släkte som ingår i familjen potatisväxter. Släktet härstammar främst från Chile och Peru. 

## Arter
I alfabetisk ordning enligt Catalouge of Life:

- Nolana acuminata
- Nolana adansonii
- Nolana aenigma
- Nolana albescens
- Nolana aplocaryoides
- Nolana arenicola
- Nolana arequipensis
- Nolana baccata
- Nolana balsamiflua
- Nolana carnosa
- Nolana chancoana
- Nolana chapiensis
- Nolana clivicola
- Nolana coelestis
- Nolana crassulifolia
- Nolana deflexa
- Nolana dianae
- Nolana divaricata
- Nolana elegans
- Nolana filifolia
- Nolana flaccida
- Nolana foliosa
- Nolana galapagensis
- Nolana glauca
- Nolana gracillima
- Nolana humifusa
- Nolana incana
- Nolana inconspicua
- Nolana inflata
- Nolana intonsa
- Nolana jaffuelii
- Nolana lachimbensis
- Nolana laxa
- Nolana leptophylla
- Nolana lezamae
- Nolana linearifolia
- Nolana lycioides
- Nolana mollis
- Nolana onoana
- Nolana paradoxa
- Nolana parviflora
- Nolana patula
- Nolana peruviana
- Nolana philippiana
- Nolana pterocarpa
- Nolana ramosissima
- Nolana reichei
- Nolana rhombifolia
- Nolana rostrata
- Nolana rupicola
- Nolana salsoloides
- Nolana scaposa
- Nolana sedifolia
- Nolana sessiliflora
- Nolana sphaerophylla
- Nolana stenophylla
- Nolana tarapacana
- Nolana tocopillensis
- Nolana werdermannii
- Nolana villosa

## Bildgalleri

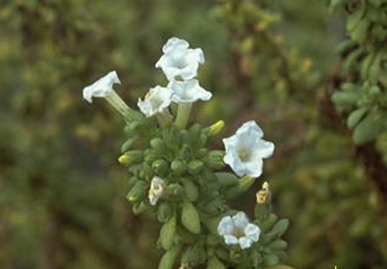
Nolana galapagensis
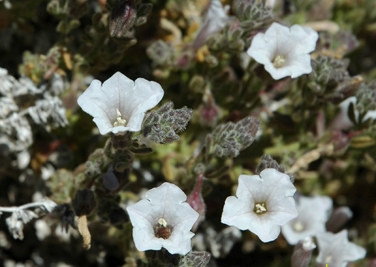
Nolana leptophylla
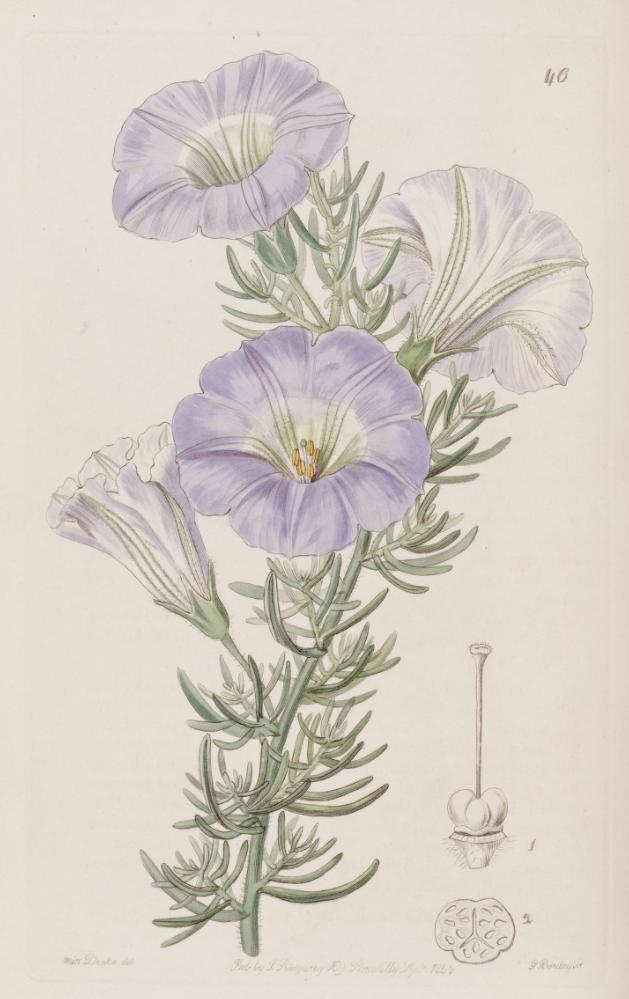
Nolana coelestis